# Perturbación (ecología)

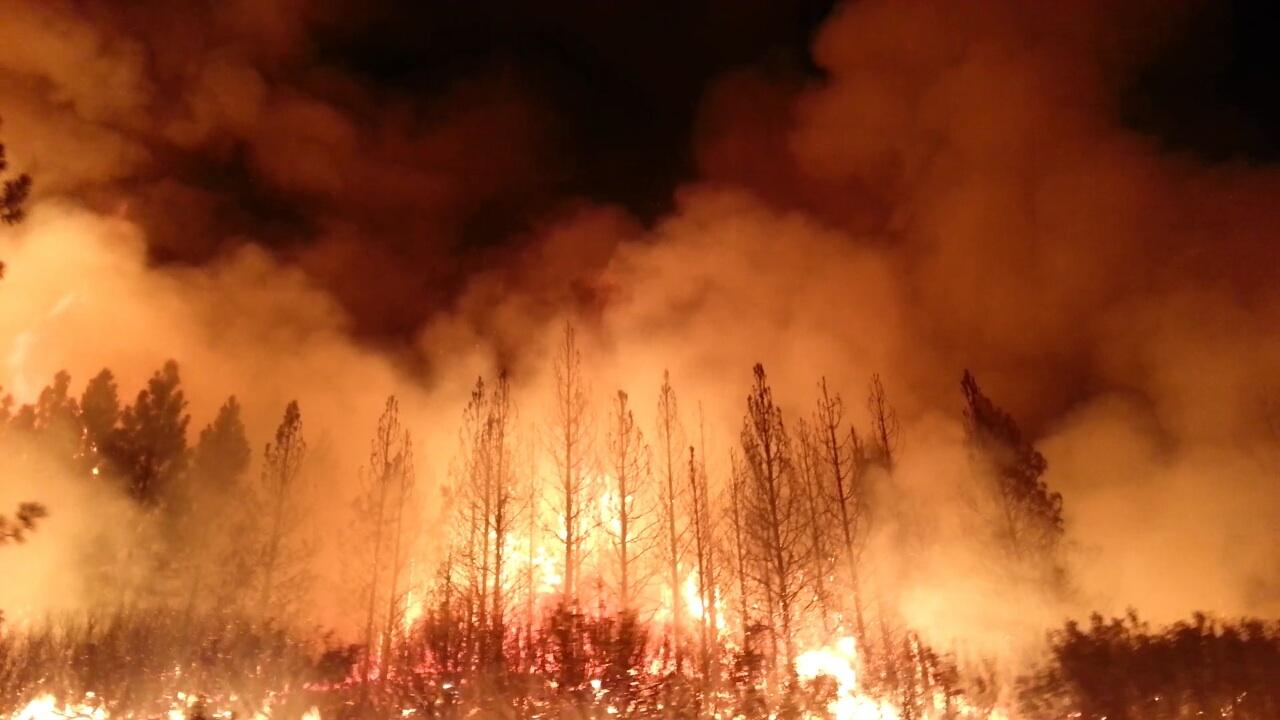
Los incendios son un tipo de perturbación ambiental aguda. Incendio forestal en el parque nacional Stanislaus California (E.U.A) 17 de agosto de 2013.

En ecología, una perturbación, disrupción o disturbio ambiental es un cambio en las condiciones ambientales que causa un cambio drástico en un ecosistema. Las perturbaciones a menudo actúan rápidamente y con gran efecto (perturbación aguda) y alteran la estructura física y la composición de los elementos bióticos y abióticos. Sin embargo, la perturbación también puede ocurrir durante un período de tiempo largo (perturbación crónica) y cambiar la biodiversidad total dentro de un ecosistema.
Las principales perturbaciones ecológicas pueden incluir incendios, inundaciones, tormentas, brotes de insectos y sobrepastoreo, terremotos, varios tipos de erupciones volcánicas, tsunamis, tormentas de fuego, impacto de meteoritos, cambio climático y los efectos devastadores del impacto humano sobre el ambiente (perturbaciones antropogénicas) como la fragmentación de hábitat, sobretala, sobrepesca, uso intensivo de agroquímicos, contaminación por elementos radioactivos o metales pesados y la introducción de especies invasoras.
No solo las especies invasoras tienen un profundo impacto en un ecosistema, sino que también las especies que ocurren naturalmente pueden causar perturbaciones por su comportamiento. Las fuerzas de perturbación pueden tener profundos efectos inmediatos en los ecosistemas y, en consecuencia, pueden alterar en gran medida la comunidad natural. La perturbación natural es una fuerza importante para que se lleve a cabo la sucesión ecológica. Debido al impacto en las poblaciones, la perturbación ecológica tanto biótica como abiótica se considera una fuerza evolutiva que determina si una especie se volverá abundante o rara sobre otra. Estos cambios de la composición y la abundancia relativa de las poblaciones se han visto en el registro fósil, donde algunas especies exhiben historias y formas de vida diferentes en el tiempo.

## Criterios
Las condiciones bajo las cuales ocurren las perturbaciones naturales están influenciadas principalmente por el clima y la ubicación geográfica. Las perturbaciones naturales por fuego, por ejemplo, ocurren con mayor frecuencia en áreas con una mayor incidencia de rayos y biomasa inflamable, como los ecosistemas de pino de hoja larga en el sureste de los Estados Unidos. Las condiciones a menudo ocurren como parte de un ciclo y las perturbaciones pueden ser periódicas. Otros disturbios, como los causados por humanos, especies invasoras o eventos de impacto, pueden ocurrir en cualquier lugar y no son necesariamente cíclicos. Los vórtices de extinción pueden provocar múltiples perturbaciones o una mayor frecuencia de una sola perturbación. Inmediatamente después de una perturbación, hay un pulso de reclutamiento o rebrote en condiciones de poca competencia por el espacio u otros recursos. Después del pulso inicial, el reclutamiento se ralentiza ya que una vez que se establece una planta individual es muy difícil de desplazar. Debido a las diversas formas de perturbación, esto afecta directamente a los organismos que explotarán la perturbación y crearán diversidad dentro de un ecosistema.

## Perturbación en la sucesión ecológica
A menudo, cuando las perturbaciones ocurren naturalmente, proporcionan condiciones que favorecen el éxito de diferentes especies sobre los organismos previos a la perturbación. Esto puede atribuirse a cambios físicos en las condiciones bióticas y abióticas de un ecosistema. Debido a esto, una fuerza perturbadora puede cambiar un ecosistema durante más tiempo que el período durante el cual persisten los efectos inmediatos. Con el paso del tiempo después de una perturbación, pueden producirse cambios en la dominación con formas de vida herbáceas efímeras que se vuelven progresivamente cubiertas por hierbas perennes más altas, arbustos y árboles. Sin embargo, en ausencia de más fuerzas de perturbación, muchos ecosistemas vuelven a las condiciones previas a la perturbación. Las especies de vida larga y aquellas que pueden regenerarse en presencia de sus propios adultos se vuelven dominantes.  Dicha alteración, acompañada de cambios en la abundancia de diferentes especies a lo largo del tiempo, se denomina sucesión ecológica. La sucesión a menudo conduce a condiciones que una vez más predisponen a un ecosistema a la perturbación.
Los bosques de pinos en el oeste de América del Norte son un buen ejemplo de ese ciclo que involucra brotes de insectos. El escarabajo del pino de montaña (Dendroctonus ponderosae) juega un papel importante en la limitación de los pinos como el pino contorta en los bosques del oeste de América del Norte. En 2004, los escarabajos afectaron más de 90,000 kilómetros cuadrados. Los escarabajos existen en fases endémicas y epidémicas. Durante las fases epidémicas, enjambres de escarabajos matan grandes cantidades de pinos viejos. Esta mortalidad crea aberturas en el bosque para nueva vegetación. Los abetos y los pinos más jóvenes, que no se ven afectados por los escarabajos, prosperan en las aberturas del dosel del bosque. Finalmente, los pinos crecen en el dosel y reemplazan a los muertos. Los pinos más jóvenes a menudo pueden evitar los ataques de escarabajos, pero a medida que envejecen, los pinos se vuelven menos vigorosos y más susceptibles a la infestación. Este ciclo de muerte y recrecimiento crea un mosaico temporal de pinos en el bosque. Ciclos similares ocurren en asociación con otras perturbaciones como incendios y tormentas de viento.
Cuando múltiples eventos de perturbación afectan la misma ubicación con una sucesión rápida, esto a menudo resulta en una "perturbación compuesta", un evento que, debido a la combinación de fuerzas, crea una nueva situación que es más que la suma de sus partes. Por ejemplo, las tormentas de viento seguidas de fuego pueden crear temperaturas y duraciones de fuego que no se esperan incluso en incendios forestales severos, y pueden tener efectos sorprendentes en la sucesión posterior al fuego. Las tensiones ambientales se pueden describir como presión sobre el medio ambiente, con variables compuestas como cambios extremos de temperatura o precipitación, que juegan un papel en la diversidad y la sucesión de un ecosistema. 

## Importancia
La diversidad biológica depende de la perturbación natural. El éxito de una amplia gama de especies de todos los grupos taxonómicos está estrechamente relacionado con eventos de perturbaciones naturales como incendios, inundaciones y tormentas de viento. Como ejemplo, muchas especies de plantas intolerantes a la sombra dependen de las perturbaciones para un establecimiento exitoso para limitar la competencia. Sin este adelgazamiento perpetuo, la diversidad de la flora forestal puede disminuir, afectando también a los animales que dependen de esas plantas.
Un buen ejemplo de esta función de perturbación es en los bosques de pino ponderosa (Pinus ponderosa) en el oeste de los Estados Unidos, donde los incendios superficiales con frecuencia reducen la vegetación existente permitiendo un nuevo crecimiento. Si se suprime el fuego, el abeto Douglas (Pesudotsuga menziesii), una especie tolerante a la sombra, eventualmente reemplaza a los pinos. Los abetos que tienen coronas densas, limitan severamente la cantidad de luz solar que llega al suelo del bosque. Sin suficiente luz, el nuevo crecimiento está severamente limitado. A medida que disminuye la diversidad de las plantas superficiales, también disminuyen las especies animales que dependen de ellas. El fuego, en este caso, es importante no solo para las especies directamente afectadas sino también para muchos otros organismos cuya supervivencia depende de esas plantas clave.
La diversidad es baja en ambientes hostiles debido a la intolerancia de todas las especies, excepto las especies oportunistas y altamente especializadas. La interacción entre la perturbación y estos procesos biológicos parece explicar una parte importante la organización y el patrón espacial de las comunidades naturales, el establecimiento del nicho ecológico. La variabilidad de la perturbación y la diversidad de especies están fuertemente vinculadas y, como resultado, requieren adaptaciones que ayudan a aumentar la aptitud de los organismos necesaria para la supervivencia.